# Vinnufossen
Vinnufossen es la cascada más alta en Europa y la sexta más alta en el mundo. La cascada, de 865 metros de altura, está localizada al este del pueblo de Sunndalsøra en el municipio de Sunndal en la provincia de Møre og Romsdal, Noruega. Es fácilmente visible desde la carretera 70, a pocos kilómetros de Sunndalsøra hacia Oppdal.
Vinnufossen no es una cascada muy poderosa, sino que supone una sucesión de hasta 4 finas caídas de agua, las cuales se alimentan del hielo derretido de un pequeño glaciar (Vinnufonna) encontrado en un pico de 1.814 metros de altitud. Incluso en julio todavía se puede ver nieve en la cima de Vinnufossen.
La cascada forma parte del río Vinnu, el cual fluye bajo ella y es alimentado por el glaciar Vinnufonna. La cascada desemboca en el río Driva, cerca del pueblo de Hoelsand.